# Abdelhak Benaniba
Abdelhak Benaniba (sinh ngày 10 tháng 6 năm 1995) là một cầu thủ bóng đá người Pháp thi đấu cho US Créteil.